# Saint-Julien-de-l'Escap
Saint-Julien-de-l'Escap là một xã trong tỉnh Charente-Maritime trong vùng Nouvelle-Aquitaine, tây nam nước Pháp. Xã Saint-Julien-de-l'Escap nằm ở khu vực có độ cao trung bình 20 mét trên mực nước biển.
Sông Boutonne chảy qua xã này.